# أهيمسا

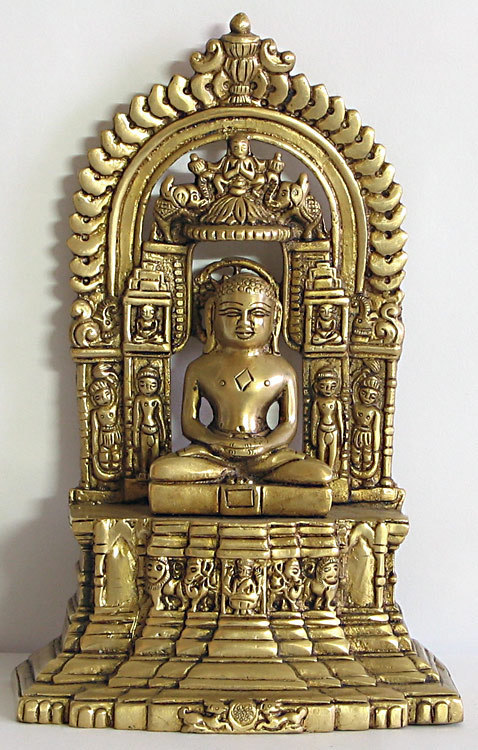
ماهافيرا حامل شعلة الأهيمسا في الجاينية

الأهيمسا (باللغة السنسكريتية: अहिंसा، وبالأبجدية الدولية من اللغة السنسكريتية: ahiṃsā، وبلغة بالي: avihiṃsā) وتعني «عدم الإصابة» و«الرحمة» وتشير إلى فضيلة رئيسية في الهندوسية والجاينية. وهي كلمة مشتقة من الجذر hiṃs في اللغة السنسكريتية وتعني «الضرب»، وhiṃsā وتعني الإصابة أو الضرر، وa-hiṃsā تعني عكس ذلك، أي لا تسبب أي إصابة ولا تؤذي. ويشار إلى أهيمسا أيضًا باسم اللا عنف، وينطبق ذلك على جميع الكائنات الحية -بما في ذلك الحيوانات- في الديانات الهندية القديمة.
تعدّ الأهيمسا هي واحدة من الفضائل الأساسية وتعتبر عقيدة هامة للجاينية والهندوسية وفي البوذية فهي تعد من أول المبادئ الخمسة. إن الأهيمسا مفهوم متعدد الجوانب ومستوحاة من افتراض أن جميع الكائنات الحية لديها شرارة لطاقة روحية إلهية وبالتالي يمكن أن تؤذي هذه الشرارة كائنًا آخر يعني أن تؤذي النفس. وقد ارتبطت الأهيمسا أيضًا بتصوّر أن أي عنف ترافقه عواقب أخلاقية «كرمية» (نسبةً إلى كارما وهي مفهوم أخلاقي في المعتقدات الهندوسية والبوذية واليانية). وقد كان علماء الهندوسية القدماء رائدين في مبادئ الأهيمسا وأتقنوها على مر الزمن، إذ وصل المفهوم إلى مكانة استثنائية في الفلسفة الأخلاقية لليانية. وكان مهاتما غاندي الأكثر شعبية يؤمن بقوة بمبدأ الأهيمسا.
يتضمن مفهوم الأهيمسا «عدم التسبب بأي ضرر» من أفعال المرء وكلماته وأفكاره. يناقش الأدب الكلاسيكي للهندوسية مثل ماهابهاراتا ورامايانا وكذلك العلماء المحدثين مبادئ الأهيمسا عندما يواجه المرء الحرب والمواقف التي تتطلب الدفاع عن النفس. وقد ساهم الأدب التاريخي من الهند والمناقشات الحديثة في نظريات الحرب العادلة ونظريات الدفاع عن النفس اللازمة.

## أصل الكلمة
وردت كلمة الأهيمسا في بعض الأحيان أهينسا Ahinsa وهي مشتقة من الجذر في اللغة السنسكريتية hiṃs وتعني «الضرب»، وhiṃsā وتعني الإصابة أو الضرر، وa-hiṃsā تعني عكس ذلك، أي عدم التسبب بأي ضرر أو اللا عنف.
بارسفاناثا هو المعلم الثالث والعشرين من التيرثانكاراس [الإنجليزية](المعلمين الأربع والعشرين) في اليانية، جدد ودافع ووعظ بمفهوم اللا عنف في حوالي القرن الثامن قبل الميلاد. ثم جاء بعده ماهافيرا وهو المعلم الرابع والعشرين والأخير من التيرثانكاراس عزز الفكرة في القرن السادس قبل الميلاد والذي آمن بوجود المفهوم من قبل أول تيرثانكارا (معلم) يدعى ريشابهاناثا منذ أكثر من مليون سنة.

## الهندوسية

### النصوص الفيدية القديمة
تطورت الأهيمسا في النصوص الفيدية كمفهوم أخلاقي. حيث تذكر أقدم النصوص الأهيمسا بشكل غير مباشر، لكنها لا تؤكدها. وتنقح النصوص الهندوسية بمرور الوقت ممارسات الطقوس ويتزاكد معها التأكيد على مفهوم الأهيمسا، لتصبح الأهيمسا أخيرًا أسمى فضيلة في أواخر العصر الفيدي (حوالي 500 قبل الميلاد). على سبيل المثال، تستخدم الترتيلة 10.22.25 في كتاب الريج فيدا كلمات ساتيا (هي الكلمة السنسكريتية للمصداقية) وأهيمسا في صلاة للإله إندرا لاحقًا، ويرجع تاريخ نص ياجور فيدا إلى ما بين 1000 ق.م. و600 ق.م. والذي ينص على: «يمكن للكائنات أن تنظر إلي بعين ودودة، هل علي أن أفعل ذلك، وهل يمكننا أن ننظر إلى بعضنا بعيون صديق».
يظهر مصطلح الأهيمسا في نص تيتيريا شاخا من نص ياجور فيدا (TS 5.2.8.7)، إذ يشير إلى عدم إصابة المضحي نفسه. ويظهر عدة مرات في نص شاتاباثا براهمانا بمعنى «عدم الإصابة». إن عقيدة الأهيمسا هي تطور متأخر للعصر الفيدي في الثقافة البراهمانية. وإن الإشارة الأولى إلى فكرة اللا عنف على الحيوانات («باشو - أهيمسا») كما يبدو بالمعنى الأخلاقي هي في نص كابيشالا كاثا سامهيتا من نص ياجور فيدا (KapS 31.11)، والتي ربما تكون مكتوبة في حوالي القرن الثامن قبل الميلاد. يبين بوكر أن الكلمة تظهر ولكنها غير شائعة في الأبانيشاد الرئيسي (نصوص هندوسية). وأعطت كانيدا أمثلة على كلمة الأهيمسا في هذا الأبانيشاد ويقترح علماء آخرون أن مفهوم الأهيمسا هو مفهوم أخلاقي بدأ يتطور في نصوص الفيدا ليصبح مفهومًا مركزيًا في الأبانيشاد على نحو متزايد.
يعود تاريخ النصوص تشاندوجيا أوبانيشاد إلى القرن الثامن أو السابع قبل الميلاد، وهي أحد أقدم نصوص الأبانيشاد، وتحتوي على أول دليل على استخدام العصر الفيدي لكلمة الأهيمسا بالمعنى المألوف في الهندوسية (مدونة قواعد السلوك). والتي تمنع العنف ضد «جميع المخلوقات» (سارفابهوتا) ويُقال إن ممارسة الأهيمسا من أجل الهروب من دورة الولادة الجديدة (CU 8.15.1). ويوضح بعض العلماء أن إشارات القرن الثامن أو السابع قبل الميلاد ربما كان لها تأثير للديانة اليانية على الهندوسية الفيدية. ويقول باحث آخر إن هذه العلاقة تخمينية، ورغم أن اليانية هي تقليد قديم فإن أقدم النصوص التي يمكن أن تكون قابلة للتقصّي من التقاليد اليانية تعود إلى قرون عديدة بعد انتهاء العصر الفيدي.
كما وذكرت نصوص شاندوجيا أبانيشاد أيضًا اسم أهيمسا باعتبارها واحدة من الخمس فضائل الأساسية (CU 3.17.4)، إضافة إلى ساتيافاكانام (والتي تعني الصدق)، وكلمة أريافام (وتعني الإخلاص)، ودانام (وتعني الإحسان)، وتابو (وتعني التوبة/ التأمل). وتدرج نصوص سانديليا أبانيشاد عشرة ضوابط للنفس: الأهيمسا وساتيا وأستيا وبراهماشاريا ودايا وأريافا وكشاما ودريتي وميتاهارا وسوشا. ووفقًا لكانيدا فإن مصطلح الأهيمسا يعني العقيدة الروحية المهمة المشتركة بين الهندوسية والبوذية واليانية. ويعني حرفيًا «عدم الإصابة» و«عدم القتل» ويعني تجنبًا تامًا لإيذاء أي نوع من الكائنات الحية ليس فقط بالأفعال ولكن أيضًا بالكلمات والأفكار.

### الملاحم

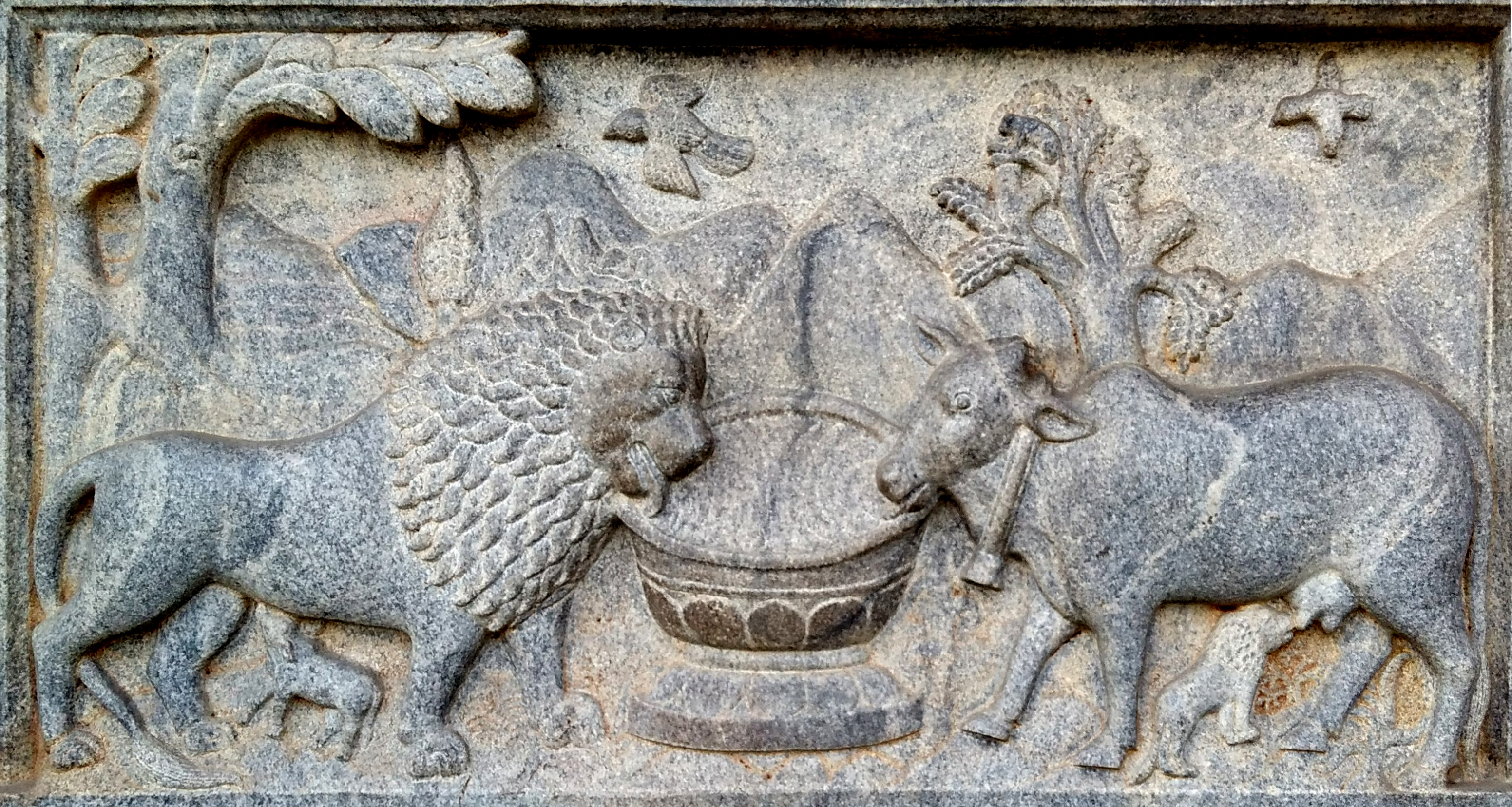
النحت الذي كتب عليه عبارة: "أهيمسا بارامو دارما"، تعني حرفيًا: اللا عنف هو أسمى الفضائل الأخلاقية. النحت في دلهي.

تضم مهابهاراتا (إحدى الملاحم الهندوسية) إشارات متعددة عن عبارة «أهيمسا بارامو دارما» (अहिंसा परमॊ धर्मः) والتي تعني حرفيًا: اللا عنف هو أسمى الفضائل الأخلاقية. على سبيل المثال، يحوي كتاب ماهابراثانيكا بارفا أو«كتاب الرحلة الكبرى» على الآية التالية:
अहिंसा परमॊ धर्मस तथाहिंसा परॊ दमः।
अहिंसा परमं दानम अहिंसा परमस तपः।
अहिंसा परमॊ यज्ञस तथाहिस्मा परं बलम।
अहिंसा परमं मित्रम अहिंसा परमं सुखम।

अहिंसा परमं सत्यम अहिंसा परमं शरुतम॥
يؤكد المقطع أعلاه من مهارهاراتا على الأهمية الأساسية للأهيمسا في الهندوسية ويعني حرفيًا:
الأهيمسا هي أسمى فضيلة، والأهيمسا هي أقصى ضبط للنفس.
الأهيمسا هي أعظم هدية، والأهيمسا هي أفضل معاناة.
الأهيمسا هي أسمى تضحية، والأهيمسا هي أحسن قوة.
الأهيمسا هي أعظم صديق، والأهيمسا هي أكبر سعادة.

الأهيمسا هي أعلى حقيقة، والأهيمسا هي أعظم تعليم.
وتشمل بعض الأمثلة التي نوقشت فيها عبارة أهيمسا بارامو دارما، أدي بارفا وفانا بارفا وأنوشاسانا بارفا (وهي كتيبات صغيرة من الملحمة الهندوسية مهابهاراتا). ومن بين الأشياء الأخرى كان الكتاب الهندي المقدس البهاغافاد غيتا والذي يناقش الشكوك والأسئلة التي تدور حول الرد المناسب عندما يواجه المرء عنفًا ممنهجًا أو حربًا. وتطور هذه الآيات مفاهيم العنف المشروع في الدفاع عن النفس ونظريات الحرب العادلة. ورغم ذلك، لا يوجد توافق في الآراء بشأن هذا التفسير. على سبيل المثال، يعتبر غاندي هذا النقاش حول اللا عنف والعنف المشروع مجرد مجاز للحرب الداخلية داخل كل إنسان عندما يواجه هو أو هي مسائل أخلاقية.

### الدفاع عن النفس والقانون الجنائي والحرب
تكرس النصوص الكلاسيكية للهندوسية فصولًا عديدة تناقش فيها ما يمكن للأشخاص الذين يمارسون فضيلة الأهيمسا فعله وما يجب عليهم فعله عندما يواجهون حربًا أو تهديدًا عنيفًا أو يحتاجون إلى الحكم على شخص مُدان بارتكاب جريمة. أدت هذه المناقشات إلى نظريات الحرب العادلة، ونظريات الدفاع عن النفس المعقولة ونظريات العقوبة المتناسبة. وناقش آرثسسترا، من بين أمور أخرى، لماذا وما الذي يسن الاستجابة والعقاب المتناسبين.

#### الحرب
تُلزم تعاليم الأهيمسا في ظل الهندوسية بتلافي الحرب من خلال الحوار الصادق والصريح. ويجب أن تكون القوة هي الملجأ الأخير. وإذا أصبحت الحرب ضرورية، فيجب أن تكون قضيتها عادلة، والغرض منها فاضل، وهدفها كبح جماح الأشرار، وغايتها السلام، وطريقتها مشروعة. إنه لا يمكن بدء الحرب أو إيقافها إلا من قبل سلطة شرعية. ويجب أن تكون الأسلحة المستخدمة متناسبة مع الخصم والهدف من الحرب، وليس تلك التي للتدمير العشوائي. كما ويجب أن تكون جميع الاستراتيجيات والأسلحة المستخدمة في الحرب لهزيمة الخصم، وليس المُعدة لإيذاء الخصم؛ على سبيل المثال، يُسمح باستخدام الأسهم، ولكن لا يُسمح باستخدام الأسهم الملطخة بالسم المؤلم. ويجب على المحاربين استخدام البصيرة في ساحة المعركة. وإنَّ القسوة على الخصم أثناء الحرب ممنوعة. ويجب عدم مهاجمة أو قتل محاربي الخصم الجرحى منهم والعُزل، بل يجب إحضارهم إلى جانبك وتقديم العلاج الطبي لهم. ويجب عدم إصابة الأطفال والنساء والمدنيين. وأثناء الحرب، يجب أن يستمر الحوار الصادق من أجل السلام.

#### الدفاع عن النفس
في مسائل الدفاع عن النفس، قُدِّمت تفسيرات مختلفة للنصوص الهندوسية القديمة. على سبيل المثال، يقترح تاتينن أنَّ الدفاع عن النفس مناسب، وأن المجرمين ليسوا محميين بموجب حكم الأهيمسا، وتؤيد الكتب المقدسة الهندوسية استخدام العنف ضد مهاجم مسلح. إذ لا يُقصد من الأهيمسا أنَّها تدل على السلمية.
إنَّ نظريات الدفاع عن النفس البديلة المستوحاة من الأهيمسا تبني مبادئ مشابهة لنظريات الحرب العادلة. حيث إنَّ الآيكيدو، الرائدة في اليابان، هي أحد الأمثلة عن مبادئ الدفاع عن النفس. إذ وصف موريهيه أويشيبا، مؤسس الآيكيدو، بإنَّه استلهمها من الأهيمسا. وفقًا لهذا التفسير للأهيمسا في الدفاع عن النفس، يجب على المرء ألا يفترض أن العالم خالٍ من العدوان. ويجب أن نفترض أن بعض الناس، بدافع الجهل أو الخطأ أو الخوف، يهاجمون أشخاصًا آخرين أو يتدخلون في مجال حياتهم، جسديًا أو لفظيًا. إنَّ الهدف من الدفاع عن النفس، اقترح أوشيبا، يجب أن يكون تحييد عدوان المهاجم وتجنب الصراع. وإنَّ أفضل دفاع هو حماية الضحية، وكذلك احترام المهاجم وعدم إصابته إن أمكن. تحت أحكام الأهيمسا والآيكيدو، لا يوجد أعداء، ويركز الدفاع عن النفس المناسب على تحييد عدم النضج والافتراضات والجهود العدوانية للمهاجم.

#### القانون الجنائي
استنتج تاتينن أن الهندوس ليس لديهم مخاوف بشأن عقوبة الإعدام؛ لأنَّ موقفهم هو أن الأشرار الذين يستحقون الموت يجب أن يقتلوا، وأن الملك على وجه الخصوص ملزم بمعاقبة المجرمين وعدم التردد في قتلهم، حتى لو كانوا إخوته وأبنائه. وقد خلص علماء آخرون إلى أنَّ النصوص المقدسة في الهندوسية تقترح أن تكون الأحكام على أي جريمة عادلة ومتناسبة وليست قاسية.

### الحيوات اللابشرية
المبدأ الهندوسي «لا تسبب أي أذى» ينطبق على الحيوانات وجميع أشكال الحياة. لم يُعثر على هذه القاعدة في أقدم آيات الفيدا (1500-1000 قبل الميلاد)، ولكنها أصبحت بشكل متزايد واحدة من الأفكار المركزية في فترة ما بعد الفيدية. نجد في أقدم نسخ من الفيدا، مثل ريجفدا، قد ذُكرت التضحية بالحيوانات وطهي اللحوم لإطعام الضيوف. وشمل ذلك الماعز والثور والخيل وغيرها (أو قد يكون هذا تفسيرًا خاطئًا للآيات). ومع ذلك، فإن النص ليس موحدًا بالمعنى الإلزامي. حيث تمدح بعض الآيات اللحوم كطعام، بينما توصي آيات أخرى في الفيدا أيضًا بـ «الامتناع عن اللحوم»، على وجه الخصوص، «لحم البقر». وفقًا لمارفن هاريس، فإن الأدبيات الفيدية غير متسقة، حيث تشير بعض الآيات إلى طقوس الذبح واستهلاك اللحوم، بينما يقترح البعض الآخر حظرًا على أكل اللحوم.
النصوص الهندوسية التي يعود تاريخها إلى الألفية الأولى قبل الميلاد، تذكر اللحوم في البداية كغذاء، ثم تطورت إلى الاقتراحات التي تفيد بأن اللحوم التي يُحصل عليها فقط من خلال التضحية الطقسية يمكن تناولها، ثم تطورت بعد ذلك إلى الموقف القائل بأنَّه يجب على المرء ألَّا يأكل اللحوم لأنه سيؤذي الحيوانات، حيث تُوصف الحياة النبيلة، من خلال آيات، على أنَّها تلك التي تُعاش من خلال تناول الزهور، والجذور والفواكه وحدها. وقد أدان الأدب الفيدى المتأخر (قبل 500 قبل الميلاد) جميع عمليات قتل الرجال والماشية والطيور والخيول، ودعا الإله آجني لمعاقبة أولئك الذين يقتلون.
أكدت نصوص الهندوسية اللاحقة أنََّ الأهيمسا هي واحدة من الفضائل الأساسية، وأكدت بإنَّ أي عملية قتل أو إيذاء لأي حياة كانت لهي بالضد من الدارما (الحياة الأخلاقية). أخيرًا، تحول النقاش في الأوبنشاد والملاحم الهندوسية إلى ما إذا كان يمكن للإنسان أن يعيش حياته أو حياتها دون الإضرار بالحياة الحيوانية والنباتية بطريقة ما. وأيهما ومتى يمكنه أن يتناول لحوم الحيوانات أو النباتات، وما إذا كان العنف ضد الحيوانات يتسبب في جعل البشر أقل رحمة، وما إذا كان يمكن للمرء أن يُلحق أقل قدر من الضرر بالحياة غير البشرية بما يتفق مع مبدأ الأهيمسا، في ضوء قيود الحياة واحتياجات الإنسان. المهابهاراتا تسمح للمحاربين بالصيد، لكنها تُعارض ذلك بالنسبة للنساك الذين يجب أن يكونوا غير عنيفين بالمرة. وأمَا الساسروتا سامهيتا، وهو نص هندوسي كتب في القرن الثالث أو الرابع، في الفصل السادس والأربعين يقترح اتباع نظام غذائي سليم كوسيلة لعلاج أمراض معينة، ويوصي بالأسماك واللحوم المختلفة لمعالجة أمراض مختلفة وللنساء الحوامل، ويصف تشاراكا سامهيتا اللحوم بأنها أفضل أنواع طعام النقاهة.